# Oxchuc
Oxchuc är en kommunhuvudort i Mexiko.   Den ligger i kommunen Oxchuc och delstaten Chiapas, i den sydöstra delen av landet, 800 km öster om huvudstaden Mexico City. Oxchuc ligger 1 967 meter över havet och antalet invånare är 3 421.
Terrängen runt Oxchuc är kuperad. Runt Oxchuc är det ganska tätbefolkat, med 75 invånare per kvadratkilometer. Närmaste större samhälle är Chanal, 17,0 km sydost om Oxchuc. I omgivningarna runt Oxchuc växer i huvudsak städsegrön lövskog.